# Ледмозеро (посёлок)
Ле́дмозеро (карел. Liedma, Lietma, Liedmajärvi) — посёлок Муезерского района Республики Карелия Российской Федерации. Административный центр Ледмозерского сельского поселения.

## География
Рядом с посёлком расположена железнодорожная станция Ледмозеро. Посёлок находится в 7 км к юго-востоку от озера Ледмозера.

## Население
| 2729 | 2923 | 2526 |

| 1979 | 1989  | 2002  | 2009  | 2010  | 2013  |
| ---- | ----- | ----- | ----- | ----- | ----- |
| 2729 | ↗2923 | ↘2577 | ↘2512 | ↘2112 | ↘2046 |

## История
Согласно генеральному плану, у железной дороги предполагалось построить посёлок. Местность эта ранее носила название Горелый бор из-за того, что лес здесь был уничтожен пожаром. Строительство началось в мае 1963 года. Первые жилые дома были 4-квартирные. В 1964 году строили 8-квартирные дома. Осенью 1964 года в посёлке открылся лесопункт. Со временем в посёлке появились более комфортные дома, были построены две пятиэтажки.
Ранее Ледмозеро являлся посёлком городского типа, в 1991 году был преобразован в сельский населённый пункт.

## Общие сведения
В посёлке Ледмозеро расположена общеобразовательная школа и детский сад. Имеется сельская библиотека, музыкальная школа, Дом творчества детей и культурный центр.
В начале 2000-х годов в посёлке построена церковь Рождества Христова.
В конце 2018 года в Ледмозеро открылась новая школа. В ледмозерской школе в классах в среднем по 20 человек. Из Тикши в 2019 году на занятия приезжают 12 детей. Школа в Тикше была закрыта. В ледмозерскую школу взяли на работу четырёх педагогов из Тикши.

## Экономика
Базовым предприятием является «Ледмозерское лесозаготовительное хозяйство». Там работают 230 человек. На подразделениях и участках Ледмозерского железнодорожного узла работают 190 человек. В посёлке 8 бюджетных учреждений, где работают 165 человек. В семи прочих учреждений работают 85 человек.

## Улицы
В посёлке Ледмозеро 22 улицы и 3 переулка. Центральная улица — улица 50 лет ВЛКСМ,а самая протяженная улица — Лесная.

## Транспорт
Рядом с посёлком расположена станция Ледмозеро железной дороги «Суоярви — Юшкозеро» с ответвлением на Костомукшу Октябрьской железной дороги. В 2001 году было завершено строительство новой линии «Ледмозеро — Кочкома». Имеется пассажирское сообщение с Санкт-Петербургом, Петрозаводском. Курсирование поездов до Юшкозера прекратилось в 2014 году.

## Достопримечательности
В посёлке сохраняется Братская могила советских воинов, погибших в годы Великой Отечественной войны. В могиле захоронены бойцы 26-й армии Карельского фронта. В 1976 году на могиле была установлена алюминиевая стела (проект В. П. Родионова).
На кладбище посёлка похоронен А. С. Архипов (1910—1983) — полный кавалер Ордена Славы.